# Ninamaa
Ninamaa är en udde i nordvästra Estland. Den ligger i kommunen Harku vald i Harjumaa, 23 km väster om huvudstaden Tallinn. Den utgör halvön Suurupi poolsaar norra udde och skiljer bukten Lohusalu laht i väster från Kakumäe laht i Tallinnbukten i öster. 
Terrängen inåt land är platt. Runt Ninamaa är det ganska glesbefolkat, med 40 invånare per kvadratkilometer. Närmaste större samhälle är Pelguranna, 19,1 km öster om Ninamaa. 